# Siula Grande
De Siula Grande is een berg in de Cordillera Huayhuash, in de Peruaanse Andes. Hij is 6.344 meter hoog en heeft in feite de Siula Chico (6.260 m) als subtop.
De berg werd bekend door de bekende schrijver/ bergbeklimmer Joe Simpson, die daar een klimdrama overleefde waarover hij het boek Touching the Void schreef, dat later verfilmd is. Het boek is in het Nederlands vertaald als Over de rand.

## Eerste beklimmingen
- 28 juli 1936: North Ridge door de twee Duitsers Arnold Awerzger en Erwin Schneide.
- 21 juni 1966: vierde beklimming door Obster, Schulz and M. Sturm via de noordgraat en via een nieuwe route naar Siula Chico
- 1985: West Face door Joe Simpson en Simon Yates
- 1999: Peru West Face Avoiding The Touch, een nieuwe route door Carlos Buhler
- 17 juli 2001: Noches de "Juerga", een nieuwe route door de westwand
- 3 juli 2002: Northeast Face, Los Rapidos, een nieuwe route door Marjan Kovac en Pavle Kozjek
- 2007 Cara Este een nieuwe route op de westwand van de Siula Chico door het Spaanse team Jordi Corominas en Oriol Baro, dit is de eerste route door deze moeilijke en gevaarlijke wand. De waardering van de route is VI ED3 AI 5+ R A2.